# Stanisław Kukla (malarz)
Stanisław Kukla (ur. 6 maja 1919 w Chojnie, zm. 17 września 1992 w Osieku) – polski malarz realista, impresjonista, romantyk i kolorysta. Doktor nauk plastycznych.

## Życiorys
Stanisław Kukla urodził się 6 maja 1919 roku w Chojnie koło Rawicza. W 1936 roku wstąpił do Szkoły Podoficerskiej Piechoty dla Małoletnich nr. 2 w Śremie, a w 1939 r. został podoficerem w 2. Batalionie Strzelców w Tczewie. Po wybuchu II wojny światowej brał udział w bitwie nad Bzurą, gdzie został ranny w nogę. Wielokrotnie przebywał w obozach jenieckich. Po zakończeniu wojny w latach 1945–1946, pracował jako nauczyciel rysunku w Szkole Podstawowej w Szkaradowie.
W 1946 roku rozpoczął Kurs Zerowy dla kandydatów bez świadectwa dojrzałości na studia w Państwowej Wyższej Szkole Sztuk Plastycznych we Wrocławiu. Następnie w latach 1947–1951 studiował tam malarstwo pod kierunkiem prof. Eugeniusza Gepperta i Emila Krchy. Na przełomie lat 1951–1952 kontynuował studia na Akademii Sztuk Pięknych w Krakowie, gdzie kształcił się pod kierunkiem Jerzego Fedkowicza i Wacława Taranczewskiego, uzyskując absolutorium na Wydziale Malarstwa. W latach 1952–1956 odbywał studia doktoranckie w Akademii Sztuk Pięknych – Instytucie Malarstwa, Rzeźby i Architektury im. I.E. Riepina w Petersburgu pod kierunkiem Rudolfa Frentza i Aleksandra Gierasimowa. Kukla badał bogate zbiory sztuki w galerii Ermitażu, gdzie później kopiował obrazy Rembrandta, takie jak Portret staruszki i Portret starca w czerwieni. Jego pracą doktorską były dwa obrazy: Młodzi weterynarze na praktyce w stadninie koni oraz Tabun koni.
Po obronie doktorskiej został zatrudniony w Liceum Sztuk Plastycznych we Wrocławiu jako nauczyciel, pełniąc również funkcję wicedyrektora. Do jego wychowanków należeli m.in. Jan Jaromir Aleksiun, Alfreda Poznańska, Jerzy Kapłański, Mira Żelechower-Aleksiun, Stanisław Łazorek i wielu innych. W ich wspomnieniach Kukla był nie tylko świetnym nauczycielem, ale także doradcą i mentorem.
W 1960 roku wykonał portret zaprzyjaźnionego profesora matematyki Portret profesora Bronisława Knastera. W 1968 roku został członkiem Związku Polskich Artystów Plastyków. W latach 1975–1976 Stanisław Kukla wybudował dodatkową pracownię, zwaną „Kuklówką”, w Osieku. Na przełomie 1979 i 1980 roku odbyła się wystawa indywidualna jego prac, z okazji jubileuszu dwudziestopięciolecia pracy twórczej, eksponowana w salonie galerii BWA "Awangarda" we Wrocławiu. W latach 70. i 80. XX wieku miał wystawy indywidualne we Włoszech i Niemczech Zachodnich. W 1976 roku podarował miastu Udine swój obraz Włochy, Udine – uliczka, przedstawiający zabudowania, które uległy zniszczeniu podczas trzęsienia ziemi, niedługo po tym jak artysta uwiecznił je na swoim obrazie.
W 1985 roku został laureatem Nagrody Miasta Wrocławia. W wyniku powikłań ran wojennych przeszedł na rentę w 1977 roku, a w 1989 roku amputowano mu nogę. Zmarł 17 września 1992 r. w Osieku. Artysta został pochowany na cmentarzu w Golejewku, obok ojca i brata. W 2018 r. odbyła się retrospektywna wystawa prac Kukli, prezentowana w Pałacu Królewskim we Wrocławiu, równolegle z wystawą dzieł Salvadora Daliego i Joana Miró.

### Twórczość
Dr. Stanisław Kukla – uznany pejzażysta, określany mianem "mistrza światłocienia" za swoje umiejętności w tej technice malarskiej. Rozwinął indywidualny styl, który czerpał inspiracje z francuskiego impresjonizmu, kapizmu oraz niemieckiego ekspresjonizmu i romantyzmu. Jego twórczość obejmowała pejzaże, martwe natury, konie oraz portrety, pełne koloru i nastroju. Artysta wykonywał dzieła w tradycyjnej technice malarstwa olejnego na płótnie, stosując obfitą warstwę farby, co pozwalało mu uzyskać charakterystyczne efekty światłocieniowe, które stały się jego znakiem rozpoznawczym.
W dorobku malarskim Stanisława Kukli dominują pejzaże, w tym widoki miejskie ze zwartą zabudową oraz ogólne ujęcia krajobrazowe z otwartą przestrzenią, malowane głównie w okresie zimowym i jesiennym. Charakterystyczne dla jego twórczości są zimowe pejzaże malowane w tajemniczym, mglistym świetle.
Stanisław Kukla często wybierał odległe i egzotyczne plenery, jak Syberia, Ural, jezioro Bajkał czy Uzbekistan, gdzie powstały dzieła takie jak Samarkanda – widok uliczny (1965) czy Buchara – meczet Chor – Minor (1965). Malował także krajobrazy europejskie, takie jak jezioro Bodeńskie, Drezno, Konstanz w Niemczech, gdzie powstał obraz Inselhotel (1984), oraz Udine, Wenecja i Werona we Włoszech. W jego pracach często pojawiają się motywy z rodzinnych stron, takie jak konie, wiatraki, wielowiekowe aleje lipowe w Golejewku, a także Wrocław i Ostrów Tumski.

### Wkład i dziedzictwo

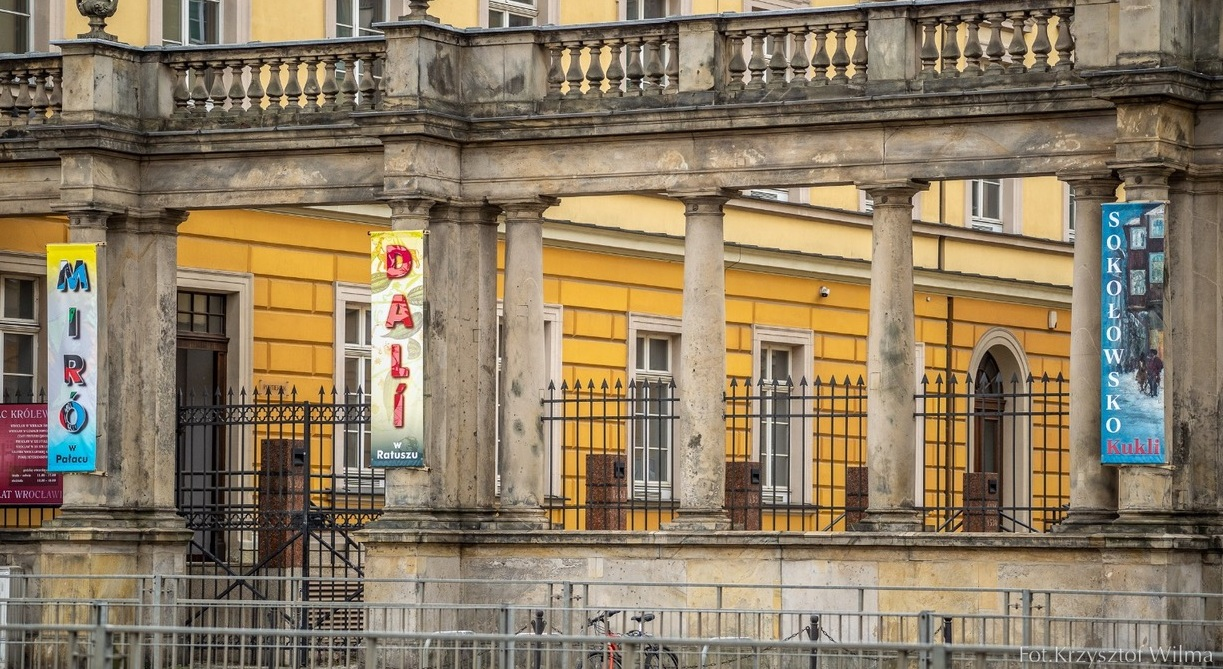
Wystawa retrospektywna prac Stanisława Kukli w Pałacu Królewskim we Wrocławiu, 2018 rok.

Artysta był zaangażowany w życie społeczne, polityczne i kulturalne. W Muzeum Ziemi Rawickiej powstała Sala imienia Stanisława Kukli, w której znajduje się wystawa stała jego prac. W ten sposób uhonorowane zostały jego zasługi kulturotwórcze.
Dzieła Stanisława Kukli znajdowały się w wielu instytucjach i urzędach, w tym w Biurze Prezydenta Wrocławia. Muzeum Miejskie Wrocławia posiada w swoich zbiorach kolekcję jego obrazów. Obrazy Kukli były prezentowane na licznych wystawach międzynarodowych, w tym w Wiedniu, Petersburgu, Berlinie czy Wenecji. W 2018 roku w Pałacu Królewskim we Wrocławiu odbyła się retrospektywna wystawa jego prac. Z tej okazji wydano album towarzyszący wystawie pt. Malarz na uboczu. Stanisław Kukla 1919–1992, pod redakcją Jana Trzynadlowskiego. Prace Kukli znajdują się między innymi w ambasadach, pałacach i hotelach.
Za całokształt swojej pracy artystycznej i pedagogicznej został odznaczony m.in. Złotym Krzyżem Zasługi, Odznaką Budowniczego miasta Wrocławia, medalem "Za udział w wojnie obronnej 1939" oraz Krzyżem Kawalerskim Orderu Odrodzenia Polski.

## Wystawy
- Petersburg – Akademia Sztuk Pięknych – 1956 rok
- Szczawno Zdrój – 1968 rok
- Mińsk – 1972 rok
- Wiedeń – 1973 rok
- Berlin – 1974 rok
- Sofia – 1974 rok.
- Zaporoże – 1975 rok
- Rawicz – 1975 rok
- Udine – 1976 rok
- Wrocław – 1976 rok
- Drezno – 1978 rok
- Wrocław – 1980 rok
- Konstancja – 1984 rok
- Rawicz – 1989 rok

### Wystawy pośmiertne
- Rawicz – 1997 rok
- Wrocław – 1998 rok
- Wrocław – Ratusz – 1999 rok
- Rawicz – 2002 rok
- Wrocław – Pałac Królewski – 2018 rok